# Tom Mankiewicz
Tom Mankiewicz, właśc. Thomas Frank Mankiewicz (ur. 1 czerwca 1942 w Los Angeles, zm. 31 lipca 2010 tamże) – amerykański scenarzysta, reżyser i producent filmowy. Syn producenta Josepha L. Mankiewicza i aktorki Rosy Stradner, brat aktora Christophera Mankiewicza.

## Życiorys
Był synem aktorki austriackiego pochodzenia Rosy Stradner oraz znanego reżysera Josepha L. Mankiewicza. Wczesne lata życia spędził w Los Angeles, ale po zdobyciu dwóch Oscarów jego ojciec postanowił przeprowadzić się do Nowego Jorku.
Od 1955 do 1959 uczęszczał do jednej z najstarszych szkół średnich w Stanach Zjednoczonych – Phillips Exeter Academy w Exeter w stanie New Hampshire. Dalszą edukację kontynuował na Yale College, tam też ukończył Yale School of Drama. Podczas przerw w zajęciach na Yale College pracował w Williamstown Summer Theatre w Massachusetts. W 1961 został zatrudniony jako asystent reżysera przy produkcji filmu Comancheros z Johnem Wayne’em.
Po zakończeniu edukacji Mankiewicz rozpoczął pracę nad scenariuszem filmu opowiadającego o ostatnich dziesięciu minutach życia aktorki, która decyduje się popełnić samobójstwo. Scenariusz, choć nigdy niezekranizowany, pozwolił dać się poznać producentom z talentem Toma.
W 1967 napisał scenariusz do telewizyjnego widowiska muzycznego Movin' with Nancy, w którym brali udział Nancy Sinatra, Frank Sinatra, Dean Martin, Sammy Davis Jr. i Lee Hazlewood. Za reżyserię widowiska Jack Haley Jr. otrzymał nagrodę Emmy.
W 1970 miała premierę sztuka Georgy! według jego scenariusza, która była muzyczną wersją filmu Georgy Girl. W trakcie jednego z pokazów widzem był David Picker prezes United Artists, odpowiedzialny za podpisanie umowy na ekranizację książek o Jamesie Bondzie z Albertem Broccolim. Efektem tej współpracy było zatrudnienie Mankiewicza do przerobienia scenariusza do Diamenty są wieczne z Seanem Connerym. W następnych latach Mankiewicz napisał lub był współtwórcą scenariuszy do kolejnych części filmów o Bondzie.
W tym czasie aktor Peter Falk zarekomendował producentom serialu Columbo Mankiewicza jako konsultanta do scenariuszy kolejnych odcinków.
W 1977 zatrudniono reżysera Richarda Donnera do nakręcenia filmów o Supermanie. Jako że początkowy scenariusz miał ponad czterysta stron, polecił zatrudnienie Mankiewicza do gruntownego jego przerobienia.
Pod koniec lat 80. niezadowolony ze współpracy z Warner Bros. przeniósł się do Universal. Tam w 1987 zadebiutował jako reżyser filmem Dziennik sierżanta Fridaya.
Zmarł 31 lipca 2010 na raka trzustki.
W maju 2012 ukazała się jego książka My Life as a Mankiewicz.

## Filmy
- 1968: The Sweet Ride (scenarzysta)
- 1971: Diamenty są wieczne (Diamonds Are Forever) (scenarzysta)
- 1973: Żyj i pozwól umrzeć (Live and Let Die) (scenarzysta)
- 1974: Człowiek ze złotym pistoletem (The Man with the Golden Gun) (scenarzysta)
- 1976: Mother, Jugs and Speed (scenarzysta, producent)
- 1976: The Cassandra Crossing (scenarzysta)
- 1976: Orzeł wylądował (The Eagel Has Landed) (scenarzysta)
- 1978: Superman: The Movie (scenarzysta)
- 1985: Ladyhawke (scenarzysta)
- 1987: Hot Pursuit (producent)
- 1987: Dziennik sierżanta Fridaya (Dragnet) (reżyser)
- 1991: Delirious (reżyser)